# Aconitum mashikense
Aconitum mashikense là một loài thực vật có hoa trong họ Mao lương. Loài này được Kadota & S.Umezawa mô tả khoa học đầu tiên năm 2001.